# Ronald M. Hahn
Ronald M. Hahn (* 20. Dezember 1948 in Wuppertal) ist ein deutscher Schriftsteller und Übersetzer. Er schreibt unter anderem Sachbücher und Science-Fiction-Storys und verfasste mit Volker Jansen ein Lexikon des Science-Fiction-Films. Eine Reihe seiner zusammen mit Hans Joachim Alpers verfassten Werke erschien unter dem gemeinsamen Pseudonym Daniel Herbst.

## Leben
Schon in seiner Kindheit interessierte sich Ronald Hahn für phantastische Literatur. Von 1963 bis 1966 machte er eine Lehre zum Schriftsetzer. Von 1972 bis 1974 gab er die Science-Fiction-Reihe Fischer Orbit (S. Fischer Verlag, Frankfurt/Main) heraus; von 1982 bis 1988 war er in der gleichen Funktion für den Ullstein Verlag (Berlin) tätig. Von 1983 bis zu deren Ende im Jahre 2000 fungierte Hahn als Herausgeber der SF-Anthologiereihe des deutschen The Magazine of Fantasy and Science Fiction im Heyne Verlag. Nachdem er noch die für das Jahr 2001 vorgesehene (dann aber nicht mehr erschienene) 102. Ausgabe Helden des dritten Jahrtausends zusammengestellt hatte, wurde das deutsche MF&SF u. a. im Zusammenhang mit dem Verkauf Heynes an Springer und Random House eingestellt. Ein Jahr später gründete er 2002 mit Michael K. Iwoleit das Science-Fiction-Magazin Nova, das er bis 2011 mit herausgab.
Hahn arbeitete bis 1977 als Schriftsetzer, ist seit 1977 freiberuflich tätig und arbeitete als Literaturagent, Übersetzer (von mittlerweile mehr als 150 Romanen und Sachbüchern), Zeitschriftenredakteur, Lektor für Buchverlage wie Heyne, Eichborn und Fantasy Productions, Journalist und Autor von Romanen und Kurzgeschichten aus den Bereichen Science Fiction, Krimi und Abenteuer. Er veröffentlichte auch viele Sachbücher. Einige seiner oftmals humoristischen und satirischen Werke erschienen auch im Ausland (Polen, Tschechoslowakei, Tschechien, Bulgarien, Ungarn, Brasilien, Niederlande, Frankreich, Italien, USA und UdSSR). Ronald M. Hahn ist Stammautor der seit 2000 in zweiwöchigen Abständen erscheinenden Heftroman-Reihe Maddrax, für die er bis Ende 2013 42 Romane beigetragen hat.
Ronald Hahn heiratete 1968 Karin Finis, lebt in Wuppertal und hat zwei Kinder (Daniela und Judith).

## Auszeichnungen
- Kurd-Laßwitz-Preis: 1981 für die Beste Kurzgeschichte (Auf dem großen Strom)
- Kurd-Laßwitz-Preis: 1981 Sonderpreis (mit Hans Joachim Alpers, Werner Fuchs und Wolfgang Jeschke) für Das Lexikon der Science Fiction Literatur
- Kurd-Laßwitz-Preis: 1982 für die beste Kurzgeschichte (Ein paar kurze durch die Zensur geschmuggelte Szenen aus den Akten der Freiheit & Abenteuer GmbH)
- Kurd-Laßwitz-Preis: 1983 (mit Hans Joachim Alpers und Werner Fuchs) für Reclams Science Fiction Führer
- Kurd-Laßwitz-Preis: 1986 (mit Hans Joachim Alpers) für die beste Erzählung (Traumjäger)
- Kurd-Laßwitz-Preis: 1997 als bester Übersetzer (John Clute: Science Fiction – Eine illustrierte Enzyklopädie)
- Deutscher Fantasy Preis: 2005 (mit Hans Joachim Alpers, Werner Fuchs, Jörg Marten Munsonius und Hermann Urbanek) für Lexikon der Fantasy-Literatur
- 2019 Kurd-Laßwitz-Preis für 16 Jahre Herausgeberschaft von Nova

## Werke

### Heftroman-Reihen
- Geister-Krimi, 1975
- Erbers Grusel Krimi Doppelband, 1976
- Gespenster-Krimi, 1976–1977
- Silber Grusel-Krimi, 1980 (eine mit Helmut Wenske geschriebene Story war die Grundlage für einen Roman von Uwe Anton)
- Die Terranauten (als Conrad C. Steiner)
- Maddrax, 2000–2013

T.N.T. Smith – Jäger der Unsterblichen
- Der Club der Unsterblichen. Blitz, Windeck 1998, ISBN 3-932171-57-8.
- Die Stadt unter den Bergen. Blitz, Windeck 1999, ISBN 3-932171-58-6 (von Horst Pukallus)
- Das Kommando Ragnarök Blitz, Windeck 1999, ISBN 3-932171-59-4.
- Stahlgewitter Khalkin-Gol. Blitz, Windeck 1999, ISBN 3-932171-65-9 (von Horst Pukallus)
- Die Insel der Unsterblichen. Blitz, Windeck 2000, ISBN 3-932171-66-7.
- Der Tempel von Bagdad. Blitz, Windeck 2000, ISBN 3-932171-67-5.
- Der Herrscher von Manila. Blitz, Windeck 2001, ISBN 3-932171-53-5.
- Die Tänzerin von Kairo. Romantruhe, Kerpen 2008,
- Die Sizilien-Affäre. Romantruhe, Kerpen 2008
- Das Labyrinth des Schweigens. Romantruhe, Kerpen 2008
- Der Tag des Götterwinds. Romantruhe, Kerpen 2008
- An der Brücke zu den Sternen. Romantruhe, Kerpen 2008
- Wächter der Erde. Romantruhe, Kerpen 2015 (von Horst Pukallus)

Maddrax
- Dämon aus der Tiefe (Band 7), Zaubermond, Schwelm, 2004
- Welt im Zwielicht (Band 11), Zaubermond, Schwelm, 2006
- Am Tor zur Hölle (Band 13), Zaubermond, Hamburg, 2006
- Der Klon (Band 15), Zaubermond, Hamburg, 2007
- Das Wasser des Lebens (Band 19), Zaubermond, Hamburg, 2008
- Herrin der Schatten (Band 23), Zaubermond, Hamburg, 2009

Raumschiff Promet
Neue Abenteuer:
- 10 Im Auftrag des Sternenkaisers (2000)
- 11 Exilplanet Othan (2000)

### Romane
- mit Harald Buwert: Die Flüsterzentrale. Heyne, München 1977, ISBN 3-453-30450-0.
- mit Harald Pusch: Die Temponauten. Corian, Meitingen 1983, ISBN 3-89048-103-5. Neuausgabe:  Heyne, München 1988, ISBN 3-453-02773-6.
- Der rote Gott. Ullstein, Frankfurt am Main/Berlin 1988, ISBN 3-548-21079-1. Auch als: Die Insel des Roten Gottes. München: Apex 2018, ISBN 978-3-7467-2105-7.
- Auf der Erde gestrandet. Windeck, Blitz 1997, ISBN 3-932171-01-2. Neuausgabe: Apex 2020, ISBN 978-3-7531-0820-9
- Socialdemokraten auf dem Monde. Eine Weltraum-Clamotte. Heyne, München 1998, ISBN 3-453-13339-0.
- mit Horst Pukallus: Alptraumland. Windeck, Blitz 1999, ISBN 3-932171-15-2.
- mit Horst Pukallus: Wo keine Sonne scheint. Wuppertal, Nummer Eins 2001, ISBN 3-8311-0994-X. Auch: Radolfzell, Unitall 2010.
- Captain Enfick, Temponaut, in: Die Stahlfront-Akten. Radolfzell, Unitall 2011, ISBN 978-3-905937-65-7.
- Odyssee der Verlorenen. Köln 2011, Mohlberg, ISBN 978-3-942079-34-1.
- Die Saat des Bösen. Radolfzell, Unitall 2012, ISBN 978-3-937355-78-8 (als Roger Constantin).
- Willkommen in Gnomistan. Computer-Kid im Märchenland. Apex 2017, E-Book, ISBN 978-3-7396-9717-8.
- mit Thomas Ziegler und Christian Dörge: Flaming Bess: Der Monolith. Apex, München 2017, ISBN 978-3-7438-1067-9 (E-Book).
- mit Hans Joachim Alpers: Die Tantalus-Chroniken. Apex, München 2019, ISBN 978-3-7485-3992-6.
- mit Hans Joachim Alpers: Willkommen in Gnomistan. Apex, München [2020], ISBN 978-3-7531-3720-9.
- Die Stadt am Ende der Welt. Windeck, Blitz 2022.
- mit C.R. Brandy: Im Reich der 12 Monde. Apex, München [2023], ISBN 978-3-7575-2973-4

### Kurzgeschichtensammlungen
- Ein Dutzend H-Bomben Ullstein, Frankfurt/Main, Berlin, Wien 1983, ISBN 3-548-31052-4.
- Inmitten der großen Leere Ullstein, Frankfurt/Main, Berlin, Wien 1984, ISBN 3-548-31074-5.
- Auf dem großen Strom Bastei Lübbe, Bergisch Gladbach 1986, ISBN 3-404-22088-9.
- Die Roboter und wir Ullstein, Frankfurt/Main, Berlin, Wien 1987, ISBN 3-548-31162-8 (als Isaak Asimuff mit Uwe Anton und Thomas Ziegler).
- Traumjäger. RMH, 2013 (E-Book).
- Die Zukunft von gestern. RMH, 2013 (E-Book).
- Harry Flynn: Spiel im Dunkel, München: Apex 2020, ISBN 978-3-7531-4931-8

### Jugendbücher
Weltraumvagabunden (mit Hans Joachim Alpers)
- Das Raumschiff der Kinder. Ensslin und Laiblin, Reutlingen 1977, ISBN 3-7709-0387-0.
- Planet der Raufbolde. Ensslin und Laiblin, Reutlingen 1977, ISBN 3-7709-0388-9.
- Wrack aus der Unendlichkeit. Ensslin und Laiblin, Reutlingen 1977, ISBN 3-7709-0402-8.
- Bei den Nomaden des Weltraums. Ensslin und Laiblin, Reutlingen 1977, ISBN 3-7709-0403-6.
- Die rätselhafte Schwimminsel. Ensslin und Laiblin, Reutlingen 1978, ISBN 3-7709-0408-7.
- Der Ring der dreißig Welten. Ensslin und Laiblin, Reutlingen 1979, ISBN 3-7709-0437-0.

### Kinderbücher
Als Daniel Herbst mit Hans J. Alpers siehe Daniel Herbst.
Die Datendetektive
- Jagd auf Killer.Exe Ensslin, Reutlingen 2002, ISBN 978-3-401-45041-4.
- Gefährlicher Chat. Ensslin, Reutlingen 2004, ISBN 3-401-02304-7.
- SOS per E-Mail. Arena, Würzburg 2004, ISBN 3-401-02302-0.

Einzeltitel
- Goldfieber am Yukon River (1988)
- Steffi jagt Herrn Unbekannt (1988)
- Die Schattenbande (1990)
- Vampire wie du und ich (1991)
- Yukon Annie (1991)
- Nebelgasse Nr. 3 (1993)
- Henry jagt den Mondrubin (1994)
- Geheimnis um Haus Finsterwald (1998)

### Hörbücher
- Die Datendetektive: Jagd auf Killer.Exe. Radioropa, Daun 2007, ISBN 978-3-86667-649-7.
- Die Datendetektive: SOS per E-Mail. Radioropa, Daun 2007, ISBN 3-86667-654-9.
- Die Datendetektive: Gefährlicher Chat. Radioropa, Daun 2007, ISBN 3-86667-650-6.
- Socialdemokraten auf dem Monde. Theater Deutzer Freiheit, Köln 2009, ISBN 978-3-940392-33-6.
- Die Festung des Blutes. Lübbe Audio, Bergisch Gladbach 2009.
- Der schlafende König. Lübbe Audio, Bergisch Gladbach 2009.
- Sherlock Homes: Die unsichtbare Wand. Winterzeit, Remscheid 2014, ISBN 978-3-943732-48-1.
- Im Club der Satanstöchter. Romantruhe Audio, Kerpen 2015, ISBN 978-3-86473-132-7 (als Henry Quinn).
- Tagebuch des Grauens. Romantruhe Audio, Kerpen 2016, ISBN 978-3-86473-135-8 (als Henry Quinn).

### Als Herausgeber
The Magazine of Fantasy and Science Fiction
Vollständig im Wilhelm Heyne-Verlag erschienen
- Das fröhliche Volk von Methan (Band 64), 1983, ISBN 3-453-30874-3.
- Cyrion in Bronze (Band 65), 1983, ISBN 3-453-30897-2.
- Im fünften Jahr der Reise (Band 66), 1983, ISBN 3-453-30942-1.
- Dinosaurier auf dem Broadway (Band 67), 1983, ISBN 3-453-30967-7.
- Mythen der nahen Zukunft (Band 68), 1984, ISBN 3-453-31004-7.
- Nacht in den Ruinen (Band 69), 1984, ISBN 3-453-31059-4.
- Willkommen in Coventry (Band 70), 1984, ISBN 3-453-31097-7.
- Kryogenese (Band 71), 1985, ISBN 3-453-31131-0.
- Der Drachenheld (Band 72), 1985, ISBN 3-453-31182-5.
- Der Zeitseher (Band 73), 1986, ISBN 3-453-31244-9.
- Der Schatten des Sternenlichts (Band 74), 1986, ISBN 3-453-31311-9.
- Sphärenklänge (Band 75), 1987, ISBN 3-453-31387-9.
- Die Wildnis einer großen Stadt (Band 76), 1987, ISBN 3-453-00468-X.
- Reisegefährten (Band 77), 1988, ISBN 3-453-01018-3.
- Volksrepublik Disneyland (Band 78), 1988, ISBN 3-453-02788-4.
- Rückkehr von der Regenbogenbrücke (Band 79), 1989, ISBN 3-453-03163-6.
- In Video Veritas (Band 80), 1989, ISBN 3-453-03492-9.
- Die Lärmverschwörung (Band 81), 1990, ISBN 3-453-03937-8.
- Mr. Corrigans Homunculi (Band 82), 1990, ISBN 3-453-04321-9.
- Der Wassermann (Band 83), 1991, ISBN 3-453-04495-9.
- Der magische Helm (Band 84), 1991, ISBN 3-453-05022-3.
- Hüter der Zeit (Band 85), 1992, ISBN 3-453-05402-4.
- Cyberella (Band 86), 1992, ISBN 3-453-05855-0.
- Ebenbilder (Band 87), 1993, ISBN 3-453-06231-0.
- Johnnys Inferno (Band 88), 1993, ISBN 3-453-06620-0.
- Invasoren (Band 89), 1994, ISBN 3-453-07279-0.
- Der letzte Mars-Trip (Band 90), 1994, ISBN 3-453-07781-4.
- Ein neuer Mensch (Band 91), 1995, ISBN 3-453-07990-6.
- Ansleys Dämonen (Band 92), 1995, ISBN 3-453-08587-6.
- Die Untiefen der Sirenen (Band 93), 1996, ISBN 3-453-09469-7.
- Die Halle der neuen Gesichter (Band 94), 1996, ISBN 3-453-10949-X.
- Der dreifache Absturz des Jeremy Baker (Band 95), 1997, ISBN 3-453-11921-5.
- Der Lincoln-Zug (Band 96), 1997, ISBN 3-453-12673-4.
- Der Dunkelstern (Band 97), 1998, ISBN 3-453-13331-5.
- Der Tod im Land der Blumen (Band 98), 1998, ISBN 3-453-14009-5.
- Werwolf im Schafspelz (Band 99), 1999, ISBN 3-453-14985-8.
- Die Marsprinzessin (Band 100), 1999, ISBN 3-453-15663-3.
- Die Roosevelt-Depeschen (Band 101), 2000, ISBN 3-453-16200-5.

Nova
- Nova 1 (2002, mit Michael K. Iwoleit und Helmuth W. Mommers)
- Nova 2 (2003, mit Michael K. Iwoleit und Helmuth W. Mommers)
- Nova 3 (2003, mit Michael K. Iwoleit und Helmuth W. Mommers)
- Nova 4 (2003, mit Michael K. Iwoleit und Helmuth W. Mommers)
- Nova 5 (2004, mit Michael K. Iwoleit und Olaf G. Hilscher)
- Nova 6 (2004, mit Michael K. Iwoleit und Olaf G. Hilscher)
- Nova 7 (2005, mit Michael K. Iwoleit und Olaf G. Hilscher)
- Nova 8 (2005, mit Michael K. Iwoleit und Olaf G. Hilscher)
- Nova 9 (2006, mit Michael K. Iwoleit und Olaf G. Hilscher)
- Nova 10 (2006, mit Michael K. Iwoleit und Olaf G. Hilscher)
- Nova 11 (2007, mit Michael K. Iwoleit und Olaf G. Hilscher)
- Nova 12 (2007, mit Michael K. Iwoleit und Olaf G. Hilscher)
- Nova 13 (2008, mit Michael K. Iwoleit und Frank Hebben)
- Nova 14 (2008, mit Michael K. Iwoleit und Frank Hebben)
- Nova 15 (2009, mit Michael K. Iwoleit und Frank Hebben)
- Nova 16 (2010, mit Michael K. Iwoleit und Frank Hebben)
- Nova 17 (2010, mit Michael K. Iwoleit und Frank Hebben)
- Nova 18 (2011, mit Frank Hebben, Olaf G. Hilscher und Michael K. Iwoleit)

Anthologien
- Science Fiction aus Deutschland. 1974, ISBN 3-436-01987-9 (mit Hans J. Alpers).
- Zukunftsgeschichten? 1976, ISBN 3-88142-169-6.
- Die Tage sind gezählt. 1980, ISBN 3-453-30614-7.
- Gemischte Gefühle. 1980, ISBN 3-8118-3527-0.
- Titan 17. 1981, ISBN 3-453-30776-3 (mit Wolfgang Jeschke).
- Welten der Wahrscheinlichkeiten. 1983, ISBN 3-548-31061-3.
- Piloten durch Zeit und Raum. 1983, ISBN 3-7709-0527-X.
- Visionen von Morgen. 1985, ISBN 3-548-31096-6.
- 13 Science Fiction Stories. 1985, ISBN 978-3-15-008079-5 (mit Hans J. Alpers und Werner Fuchs)
- Unexplored Territories. 2005, ISBN 3-8334-2741-8 (mit Olaf G. Hilscher und Michael K. Iwoleit)

### Sachliteratur
- Dokumentation der Science Fiction ab 1926 in Wort und Bild. 1978 (mit Werner Fuchs und Hans Joachim Alpers)
- Lexikon der Science Fiction Literatur. 2 Bände. Heyne, München 1980, ISBN 3-453-01063-9 / ISBN 3-453-01064-7 (mit Hans Joachim Alpers, Werner Fuchs und Wolfgang Jeschke)
- Reclams Science Fiction Führer. Reclam, Stuttgart 1982, ISBN 3-15-010312-6 (mit Hans Joachim Alpers und Werner Fuchs)
- mit Volker Jansen: Lexikon des Science-Fiction-Films. 720 Filme von 1902 bis 1983. Heyne, München 1983, ISBN 3-453-01901-6; 7. Auflage, mit einem Vorwort zur Neuausgabe von Rolf Giesen, ebenda 1997, ISBN 3-453-11860-X.
- Lexikon der Science Fiction Literatur erweiterte und aktualisierte Neuausgabe in einem Band. Heyne, München 1988 + 1990, ISBN 3-453-02453-2 (mit Hans Joachim Alpers, Werner Fuchs, Wolfgang Jeschke)
- mit Volker Jansen: Lexikon des Horrorfilms. Bastei-Lübbe, Bergisch Gladbach 1985, ISBN 3-404-28130-6.
- mit Volker Jansen und Norbert Stresau: Lexikon des Fantasy-Films. 650 Filme von 1900–1986. Heyne, München 1986, ISBN 3-453-02273-4.
- Charlie Chaplin. 1987 (mit Volker Jansen)
- mit Volker Jansen: Lexikon des Science-Fiction-Films. 1000 Filme von 1902–1987. Heyne, München 1990, ISBN 3-453-00731-X.
- mit Volker Jansen: Das Heyne-Lexikon des Science-Fiction-Films. 1500 Filme von 1902 bis heute. Heyne, München 1994 (= Heyne Filmbibliothek). ISBN 3-453-06318-X.
- Die Star-Trek-Filme. Heyne, München 1993 (= Heyne Filmbibliothek. Band 189), ISBN 3-453-06552-2.
- Die 100 besten erotischen Filme. 1993 (als Armand Dupont)
- Lexikon des erotischen Films. 1993
- Donald Duck. Ein Leben in Entenhausen Tilsner, München 1994, ISBN 3-910079-55-5 (mit Uwe Anton)
- Das Heyne-Lexikon des erotischen Films. Über 1600 Filme von 1933 bis heute Heyne, München 1995 (= Heyne Filmbibliothek. Band 224), ISBN 3-453-09010-1.
- Star Trek Enzyklopädie. Film, TV und Video Heyne, München 1995, ISBN 3-453-09070-5 (mit Uwe Anton)
- Lexikon des Science Fiction Films. 2000 Filme von 1902 bis heute. 2 Bände. Heyne, München 1997 (== Heyne Filmbibliothek. Band 32), ISBN 3-453-11860-X (mit Volker Jansen)
- mit Volker Jansen: Kultfilme. Die 100 besten Kultfilme, von „Metropolis“ bis „Fargo“. Heyne, München 1985; Neuausgabe (= Heyne Filmbibliothek. Band 73) ebenda 1998, ISBN 3-453-86073-X.
- Lexikon der Horrorliteratur Fantasy Productions, Erkrath 1999, ISBN 3-89064-556-9 (mit Hans Joachim Alpers und Werner Fuchs)
- Alfred Hitchcock. Der Meister der Angst. Droemer Knaur, München 1999, ISBN 3-426-77455-0 (mit Rolf Giesen)
- Heyne Filmlexikon. 10 000 Filme aus 100 Jahren Filmgeschichte 2 Bde. Heyne, München 1999 (Heyne Filmbibliothek, Bd. 271), ISBN 3-453-15747-8 (mit Lothar R. Just und Georg Seeßlen)
- Imperium Rhodanum. Books on Demand 2001, ISBN 3-8311-0992-3 (mit Horst Pukallus)
- Das neue Lexikon des Fantasy-Films Lexikon-Imprint, Berlin 2001, ISBN 3-89602-281-4 (mit Rolf Giesen)
- Die schlechtesten Filme aller Zeiten. Eine Reise durch die größten Peinlichkeiten der Kinogeschichte Lexikon-Imprint, Berlin 2002, ISBN 3-89602-514-7 (mit Rolf Giesen)
- Lexikon der Fantasy-Literatur Fantasy Productions, Erkrath 2005, ISBN 3-89064-566-6 (mit Hans Joachim Alpers und Werner Fuchs)
- Unterbarmer Blagen. Aufgewachsen zwischen Rudi Schuricke und Elvis. Wuppertal 2014, ISBN 978-3-00-045506-3 (mit Monika Arnold, Horst Hinrichs, Erhard Knorr und F.P. Gunnar Kohleick)
- Lass dir ma' die Haare schneiden. Erinnerungen aus den 50er und 60er Jahren. Wuppertal 2016, ISBN 978-3-939843-68-9 (mit Horst Hinrichs, Friedhelm Hüppop, Erhard Knorr, F.P. Gunnar Kohleick, Uwe Rotter, Wolfgang Pohlmann, Horst Pukallus)
- Die wilden Sechziger. Als der Beat ins Tal kam. Wuppertal 2017, ISBN 978-3-939843-86-3 (mit Volker Lieb)